# 黄阿丽
艾莉珊卓·黃（英語：Alexandra Wong，1982年4月19日—） 是一位美国亞裔女演员、单口喜剧明星、作家。

## 生平
父親是美籍華裔麻醉師，母親則是來自越南順化，為越南華裔。 因其在网飞播出的单口喜剧《黃艾莉：小眼镜蛇》（Baby Cobra）和《黃艾莉：铁娘子》（Ali Wong: Hard Knock Wife）而广受好评。黃艾莉还在电视剧《美式主妇》、《我用青春买醉》、《艾米·舒默的内心世界》、《黑箱》（Black Box）中客串过。2024年，她靠着在《怒呛人生》中的表演，夺得第81届金球奖「迷你剧集及电视电影」最佳女主角奖。她还参与过美剧《菜鳥新移民》的编剧工作。她被列入《時代》雜誌的2020年和2023年100位最具影響力人物。